# HC Düdingen Bulls
L'HC Düdingen Bulls è una squadra di hockey su ghiaccio della città di Düdingen, nel Canton Friburgo, in Svizzera.
Attualmente milita nella Prima Lega, di cui ha vinto il titolo nel 2013.